# Клевено, Жюль
Жюль Клевено (фр. Jules Clévenot; 7 июня 1876, Ширмек — 11 сентября 1933, XVIII округ Парижа) — французский ватерполист и пловец, бронзовый призёр летних Олимпийских игр 1900. Пятикратный чемпион Франции по плаванию (1900, 1901 — 500 метров вольным стилем, 1902 — 400 метров вольным стилем, 1902, 1903 — миля вольным стилем) и водному поло (1902, 1903, 1904, 1907, 1924). 
На Играх Клевено входил в состав четвёртой французской команды из Парижа — «Либеллула» (фр. Libellule de Paris). Не имея соперника в полуфинале, она сразу прошла в полуфинал, где её обыграла бельгийская сборная. Матч за третье место не проходил, и поэтому команда, а вместе с ней и Клевено получил бронзовую медаль. В плавании на 200 метров вольным стилем он стал седьмым, в составе команды на этой дистанции — четвёртым, не смог финишировать на дистанции 4000 метров вольным стилем.